# 前720年2月22日日食
前720年2月22日日食是一次全食帶起於亞洲中南半島，經過太平洋中部的馬紹爾群島北方海面，最終結束於北美洲西部的日全食。

## 文獻記錄
中國儒家經典《春秋》記載，春秋時期魯隱公三年，「春，王二月己巳，日有食」，經後人推算，西元前720年2月22日，曾發生一次日全食，魯國國都曲阜可見食分0.30。這是中國首次使用干支紀日的日食，也是世界上最早有文字記載的日食記錄。該年中國曆法建丑無疑。這種记载某年、某月、某干支日和「日有食」字样的日食記錄格式，為此後中國歷代所沿用。

## 基本參數
- 類型：全食

- 沙羅周期序號：43
- 日期：前720年2月22日（儒略曆）
- 時間：6時19分28秒 (UTC)
- 地點：北緯15.4°，東經167.9°
- 食分：1.0617
- 太陽高度：61°
- 月球本影路經寬度：165公里
- 全食持續時間：5分32秒

### 注腳
1. ↑  . NASA.   [2009-08-11]. （原始内容存档于2015-04-25） （英语）.
2. ↑  . www.wagoyomi.info.   [2020-03-11]. （原始内容存档于2021-12-19）.
3. ↑  劉次沅、馬莉萍，《中國歷史日食典》，第36頁。

### 其他參考
- 胡鐵珠《大衍曆交食計算精度》

| \| \| 日食 \|                          |                               |                                            |
| 上一次日食： 前721年8月28日 （日偏食） | 前720年2月22日日食 （日全食） | 下一次日食： 前720年8月17日日食 （日環食） |
| 上一次日全食： 前723年10月19日日食     | 前720年2月22日日食 （日全食） | 下一次日全食： 前719年2月11日日食          |
|                                        | 日食                          |                                            |